# Revolució Cantant

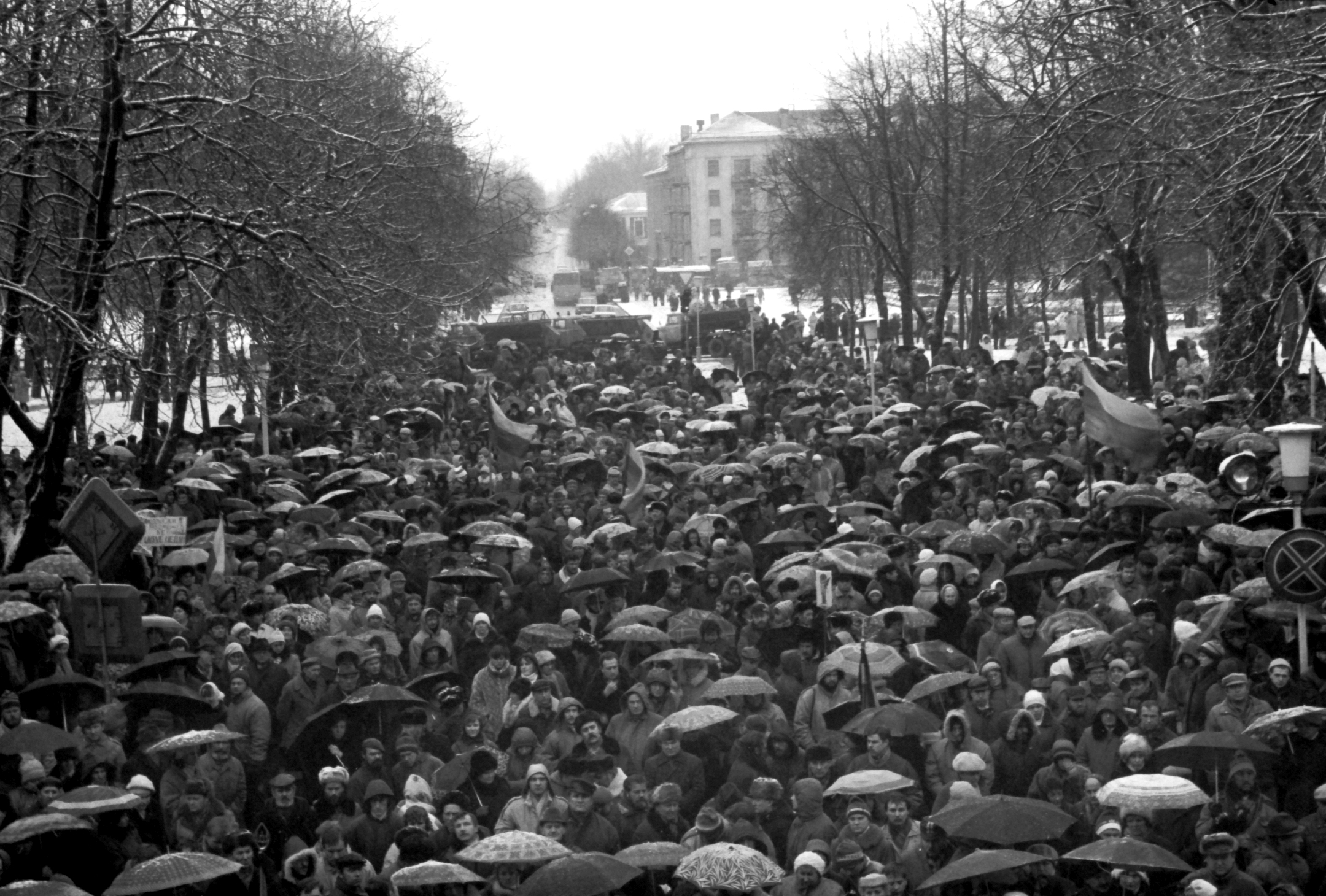
Manifestació a Lituània el 13 de gener de 1991

La Revolució Cantant foren els esdeveniments ocorreguts entre 1987 i 1991 que van concloure amb la recuperació de llur independència per part dels estats d'Estònia, Letònia i Lituània, perduda a conseqüència de l'ocupació soviètica d'aquests territoris durant la Segona Guerra Mundial, en compliment del pacte Mólotov-Ribbentrop amb el Tercer Reich.
Durant la segona meitat de la dècada del 1980, començà a la Unió Soviètica el procés de reestructuració conegut com a perestroika, liderat per Mikhaïl Gorbatxov. La descomposició de l'URSS com a estat, i la recuperació de la independència dels successius territoris que en formaven part, va tenir lloc justament en aquests anys. En el cas de les llavors anomenades Repúbliques Bàltiques els fets tingueren una sèrie de denominacions comunes que han fet que aquests moviments siguin coneguts amb un mateix nom: la Revolució Cantant.
Fou l'activista estonià Heinz Valk qui li donà el nom, qui el feu servir per titular un article que narrava les manifestacions espontànies de juny del 1988 al Camp de les Cançons (Lauluväljak) de Tallinn, on es cantaren cançons patriòtiques estonianes prohibides pel règim soviètic com a forma de reivindicació de la independència d'Estònia.

## Estònia

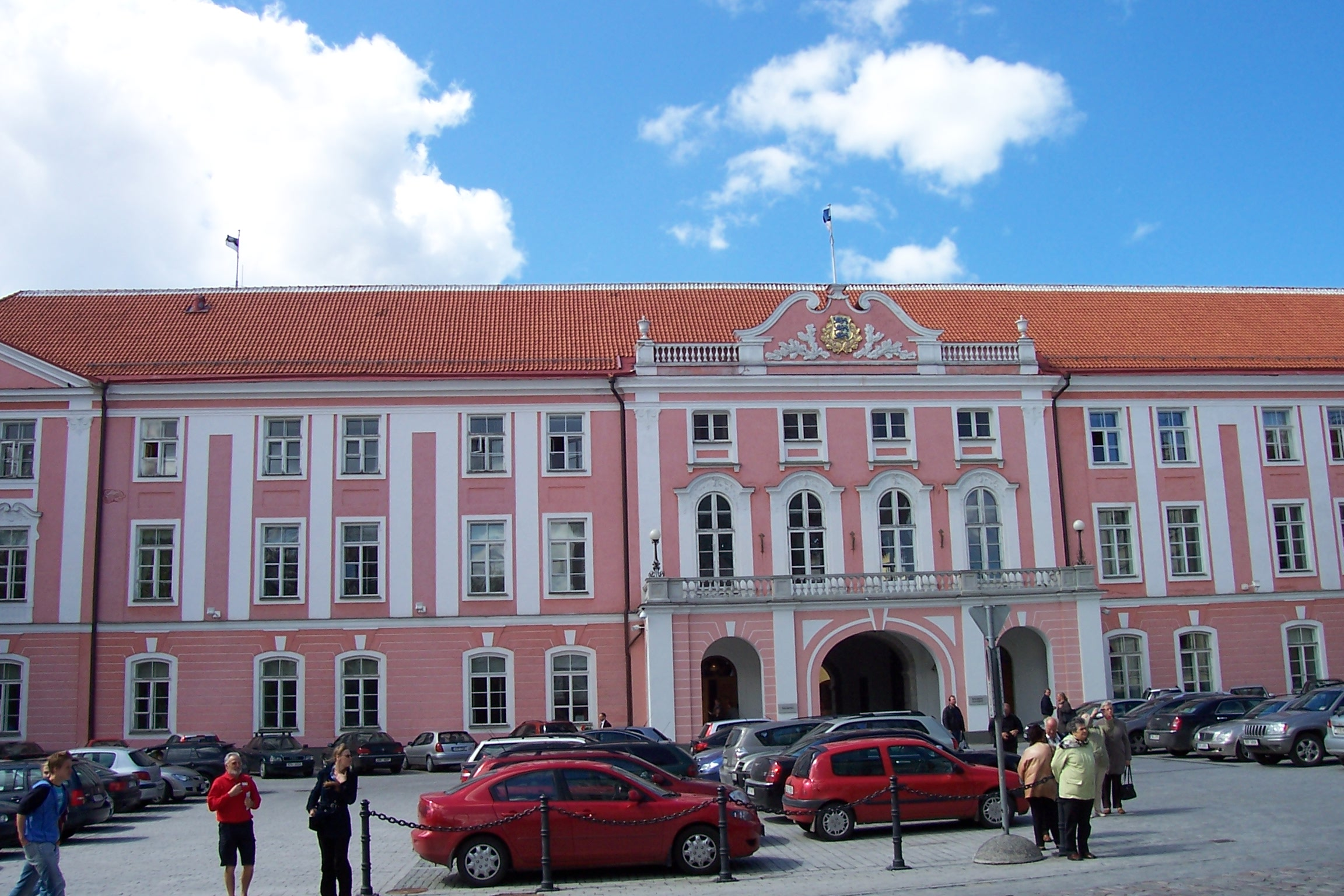
Vista del Parlament d'Estònia, davant del qual s'instal·laren força barricades en prevenció dels atacs soviètics.

Les manifestacions nacionalistes es multiplicaren arreu d'Estònia a partir del 1986, impulsades per grups de defensa dels drets humans. Ja el 1987, nit rere nit, se succeeixen a Tallinn concentracions que reuneixen gran quantitat d'assistents, fins i tot s'arribà als 300.000 (més d'una cinquena part de la població total d'Estònia en aquella època). La gent s'hi reunia per cantar himnes i cançons nacionalistes, expressament prohibides durant els anys de l'ocupació soviètica. La Revolució Cantant s'allargà durant quatre anys, amb un gran nombre de protestes i actes de desafiament.
La majoria de les premisses nacionalistes i independentistes foren adoptades pels mateixos membres del Partit Comunista d'Estònia, singularment pel seu dirigent Arnold Rüütel, que assumí, del mateix mode que els seus col·legues Algirdas Brazauskas a Lituània i Anatolijs Gorbunovs a Letònia, allò essencial dels plantejaments de les forces nacionalistes no comunistes. El Front Popular (Eesti Rahvarinne), creat l'1 d'octubre del 1988, agrupava aquestes forces nacionalistes. En aquest procés de separació algunes de les seves etapes clau foren impulsades, per tant, pel Soviet Suprem d'Estònia: entre elles cal destacar-ne la proclamació de la superioritat de les lleis estonianes sobre les soviètiques (16 de novembre del 1988), l'anul·lació de la clàusula sobre el paper dirigent del Partit Comunista Estonià (23 de febrer del 1988) i les eleccions pluralistes al Consell Suprem del 18 de març del 1990.
Malgrat les advertències de Moscou, el 8 de maig del 1990 el Soviet Suprem d'Estònia declara la independència, tot i que en uns termes més suaus que per exemple la lituana, ja que preveia la vigència de la Constitució Soviètica sempre que no se'n redactés una d'estoniana. Tot i així, el 1991 es produeix un intent de prendre el control per la força per part dels russos a Lituània i Letònia. Mentre els tancs soviètics s'apropaven en un intent d'ofegar la Revolució Cantant, el 3 de març del 1991 la declaració d'independència d'Estònia s'aprovà en referèndum amb un gran percentatge de suport (77,8% dels votants) i l'endemà al cop d'estat fracassat a Moscou, la república proclamava la restauració de la seva independència i rebutjava la legislació soviètica (20 d'agost del 1991).
Durant aquesta època la població estoniana es concentrà a les estacions de ràdio i televisió per servir d'escut humà als possibles atacs. Es crearen laberíntiques barricades al voltant del Congrés, situat al centre històric de Tallinn, tot per protegir-se dels tancs soviètics. Finalment, i com a resultat de la Revolució Cantant i de la prudència estratègica dels seus dirigents, Estònia aconseguí la seva independència sense vessar sang.

## Letònia
Simultàniament al fet que Mikhaïl Gorbatxov introduís la perestroika i la glàsnost a l'URSS, i acabés progressivament amb les restriccions a la llibertat de la Unió Soviètica, creix l'aversió al règim a Letònia, en un moviment nacionalista que es denominà «Tercer despertar nacional» (considerant els anteriors les revolucions del 1850-1880 i 1918). Els moviments dissidents que havien estat sotmesos durant la primera meitat de la dècada del 1980 es reactivaven de nou cap al 1986, arribant a llur clímax a mitjan 1988.

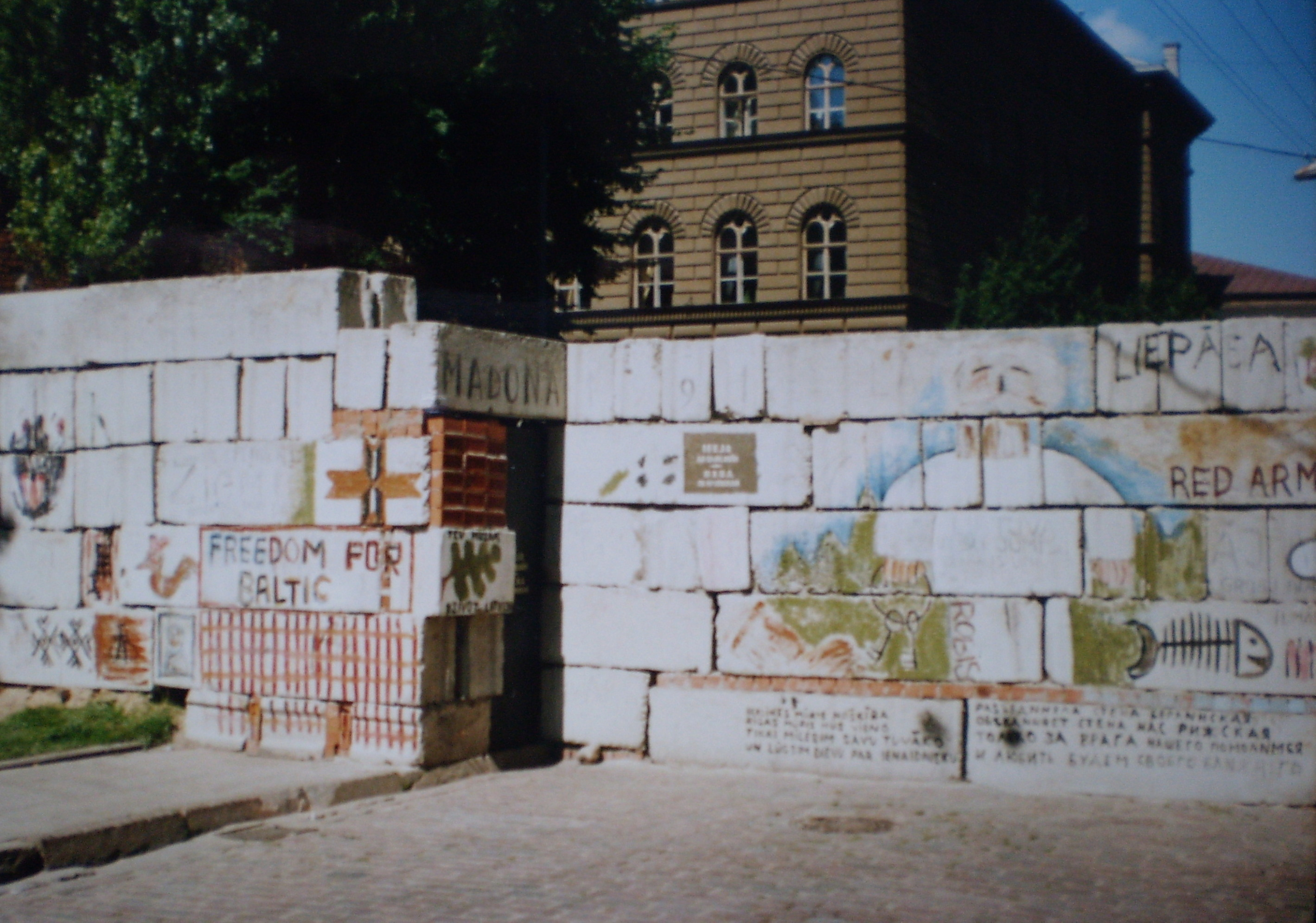
Barricada davant del Parlament letó

En aquelles dates es conegué per part de la població que la Unió Soviètica estava planejant la construcció d'una nova planta d'energia hidroelèctrica al riu Dvinà Occidental, el més llarg de Letònia. Del mateix mode, també es va saber que s'havia decidit construir el metro a Riga. Ambdós projectes planejats per Moscou tenien una severa repercussió al paisatge letó, i la premsa instà la població a fer-hi pública la seva protesta. La població reaccionà immediatament, i com a resposta als projectes es creà el Club de Protecció del Medi ambient, fundat el vint-i-vuit de febrer del 1987. Durant la segona part de la dècada aquest club es convertí en un dels més influents entre la població, que simultàniament començava a demanar d'un mode més obert la sobirania letona.
El 14 de juny del 1987, dia de commemoració de les deportacions patides per la població letona el 1941, el grup defensor dels drets humans Helsinki-86, que havia estat fundat un any abans, organitzà una cerimònia en la qual es depositaren flors al Monument a la Llibertat (símbol de la independència letona, que havia estat erigit el 1935). Aquest fet sense precedents resultà una manifestació del renaixement dels sentiments nacionalistes letons, que des d'aquell moment actuaren amb major confiança en si mateixos.
Els dies u i dos de juny la Unió d'Escriptors celebrà un congrés en el qual la intel·ligència letona discutí sobre la democratització de la societat, la sobirania econòmica de Letònia, la fi de la russificació del país, la transformació de la indústria i la protecció de l'idioma letó. Aquest congrés va remoure encara més l'opinió pública, i va proporcionar un estímul més per al procés general de renaixement nacional. A més a més, durant aquests dies i per primera vegada des de la postguerra, es feu públic el text del pacte secret Mólotov-Ribbentrop, que havia determinat el destí letó el 1939.
Durant l'estiu del 1988 dues de les organitzacions més importants creades durant aquest període de renaixement començaren a confluir: el Moviment per la Independència de Letònia (LNNK) i el Front Popular de Letònia (LFT). Aviat el Congrés Ciutadà, inclinat de mode més radical cap a la independència, entrà a l'escena pública tot sol·licitant el boicot complet als representants del règim soviètic. Totes aquestes organitzacions tenien una meta comuna: la re-instauració de la democràcia i la independència. El 7 d'octubre del 1988 se celebrà una manifestació on es demanava la sobirania letona i l'establiment d'un sistema propi de justícia. Els dies 7 i 8 d'octubre se celebrà el primer Congrés del Front Popular de Letònia. Aquesta organització, que arribà a reunir 200.000 membres, es convertí en la força que lideraria el moviment de ressorgiment nacional letó i la tornada a la independència després de la dominació soviètica.

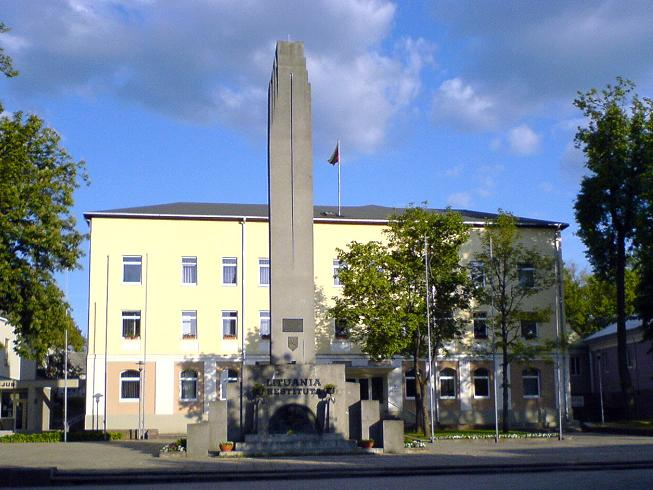
Monument a la restauració de la independència lituana, "Lituania Restituta", construït el 1930, destruït pels soviètics i posteriorment reconstruït.

El vint-i-tres d'agost del 1989 se celebrava el cinquantè aniversari de la firma del pacte Mólotov-Ribbentrop. Amb l'objectiu de cridar l'atenció de l'opinió pública mundial sobre el destí que estaven patint les Repúbliques Bàltiques, aquest dia el Front Popular de cadascun dels tres països organitzà la formació d'una immensa cadena humana -coneguda com la Cadena Bàltica- que va discórrer durant més de 600 kilòmetres des de Tallinn fins a Vílnius, passant per Riga. S'estima que hi participaren més de dos milions de persones, convertint-se en la major manifestació de la unitat d'aquests països en la lluita per llur independència.
Les eleccions al Soviet Suprem van tenir lloc el divuit de març del 1990, i s'hi alçaren amb la victòria els partidaris de la independència. El quatre de maig el nou Soviet Suprem de la República de Letònia adoptà una declaració d'independència, en la qual hi havia l'objectiu de recuperar la constitució letona del 1922.
Els cercles militars de Moscou, però, no podien permetre els plans per a reinstaurar la independència letona. El gener del 1991 les forces polítiques promoscovites i procomunistes llançaren un atac, emprant llur força militar per intentar derrocar el govern legítimament escollit. Els plans prosoviètics, però, foren desbaratats pel poble letó organitzat en moviments de resistència no violenta, moviment que ha passat a la història amb el nom de "Els dies de les barricades".
El 19 d'agost del 1991 va tenir lloc un cop d'estat frustrat a Moscou per part d'un petit grup de destacats funcionaris soviètics, que intentaren usurpar el poder i revertir els canvis democràtics dels últims anys a la Unió Soviètica. Aquest incident donà com a resultat que Letònia i, en general, les actuals repúbliques exsoviètiques donessin passos cap a llur independència a un ritme més ràpid. El 21 d'agost del 1991 el Soviet Suprem de la República de Letònia anuncià que el període de transició a la plena independència iniciat amb la declaració del quatre de maig del 1990 havia acabat. Així doncs, Letònia s'autoproclamà una nació completament independent, hereva d'aquella que va perdre la seva independència arran de l'ocupació del disset de juny del 1940.

## Lituània
Lituània fou el primer estat dins de les Repúbliques Bàltiques en què va aparèixer el moviment anomenat "Revolució Cantant". L'antiga tradició bàltica d'interpretar cançons tradicionals es convertí en un acte de protesta política quan el moviment independentista es revifà a mitjan 1980. Com ocorria a la resta de les Repúbliques Bàltiques, centenes de milers de persones es reunien a les places públiques de tot Lituània cantant-hi cançons patriòtiques tradicionals i himnes catòlics.
La popularitat de les cançons patriòtiques s'incrementà sensiblement durant aquella època, amb molts intèrprets populars seguint la tendència, sovint a través d'adaptacions de la poesia de figures nacionals com Bernardas Brazdžionis o Justinas Marcinkevičius, a les lletres de llurs cançons. Algunes d'aquestes cançons es convertiren d'aquesta manera en autèntics himnes nacionals, singularment: Laisve (Llibertat), de la intèrpret Eurika Maystė.
El vint-i-quatre de juny del 1988 es crea el Sąjūdis, moviment social i polític per liderar la independència i el moviment pro-democràtic, que es convertí en la primera oposició parlamentària organitzada en la història de l'URSS.

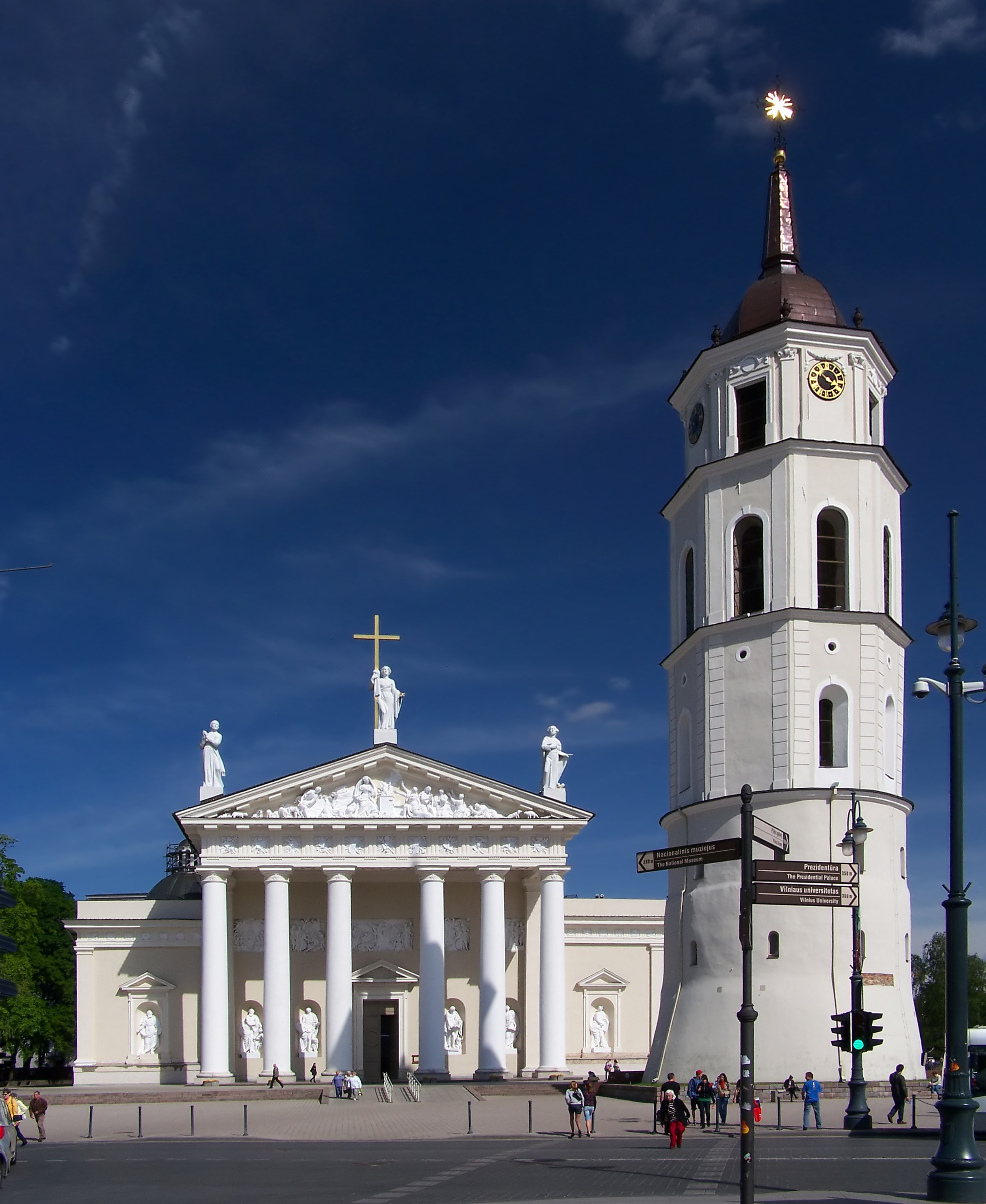
Catedral catòlica de Vílnius, recuperada per al culte durant la Revolució Cantant.

L'oposició activa del país al règim comunista culminà amb la devolució de la catedral de Vílnius, que per llavors era museu de les belles arts, a la comunitat catòlica el vint-i-u d'octubre del 1988, seguida de la restauració gradual de símbols nacionals arreu del país. L'himne nacional de Lituània i la tradicional bandera tricolor foren tornades a la legitimitat el divuit de novembre del 1988, reemplaçant oficialment la bandera i himne de l'antiga República Soviètica de Lituània.
El 24 de febrer del 1990 el Sąjūdis guanyà les eleccions i, cinc dècades després de l'ocupació i incorporació lituana a la Unió Soviètica, Lituània es convertí en la primera república soviètica en declarar la seva independència de l'URSS l'onze de març del 1990. Van seguir posteriorment Letònia i Estònia. En qualsevol cas, gairebé totes les nacions de la comunitat internacional, tret d'Islàndia, dubtaren en primera instància a reconèixer la restauració de la independència lituana, concretament fins a l'agost del 1991.
Perquè allò fos possible, però, abans es produïren els fets del "Diumenge Sanguinari". Moscou, després de decretar el bloqueig econòmic després de la declaració d'independència, duu a terme un intent de recuperar per la força el poder al país. El tretze de gener del 1991 forces paracaigudistes russes assassinen catorze manifestants, resultant també ferits centenars de manifestants no violents a Vílnius, mentre defensaven la torre de televisió de la ciutat i el Parlament lituà dels tancs i tropes d'assalt soviètics. L'extraordinari coratge i disciplina dels lituans, reunint armes i cantant davant els tancs i les peces d'artilleria soviètics, impedí que es produís una major pèrdua de vides, i simbolitzà davant al món la bancarrota moral de la Unió Soviètica i la il·legitimitat de la seva ocupació.
Potser més que qualsevol altre esdeveniment, el "Diumenge Sanguinari" a Vílnius guanyà per a Lituània, Letònia i Estònia la simpatia i el suport mundials. Més endavant, el mateix any, la comunitat internacional reconegué la seva independència. Lituània, Estònia i Letònia ingressaren a l'Organització de les Nacions Unides el disset de novembre del 1991.